# Циклон в Коринге
Циклон в Коринге — стихийное бедствие обрушившееся 25 ноября 1839 года на портовый город Коринга в Восточном Годавари в штате Андхра-Прадеш на юго-восточном побережье Индийского океана в Британской Индии; его также называют циклон Андхра-Прадеш или циклон Индии (так как он является самым смертоносным за всю историю Индии).
Из-за циклона в Коринге погибло около 300 тысяч человек, что на ближайшие 130 лет сделало его самым смертоносным за всю историю наблюдений вплоть до ноября 1970 года, когда циклон Бхола поразил территории Восточного Пакистана и индийской Западной Бенгалии. Многие дома были смыты поднимающимися реками и ручьями, а корабли на рейде уничтожены. Пахотные земли были затоплены, а тысячи животных утонули из-за наводнения и штормового нагона.
Менее чем за пол века до этого, другой шторм с северо-востока вызвал наводнение, которое смыло большую часть Коринги вместе с её жителями, тогда погибло около 20 тысяч человек. Не удивительно, что большинство оставшихся в живых ушли из этого «про́клятого места», не став восстанавливать разрушенное. Британские инвесторы тоже не горели желанием отстраивать инфраструктуру каботажного порта в третий раз без каких-либо гарантий, что она не будет уничтожена снова. На 2011 год население Коринги составляло менее 13 тысяч человек.
Чиновник Британской Ост-Индской компании Генри Пиддингтон (1797–1858) впервые ввёл термин «циклон» (англ. cyclone — букв. клубок змеи) в своих отчётах о разрушениях, нанесённых стихией в Коринге.